# Коробицин, Андрей Иванович
Андрей Иванович Коробицин (Коробицын) (10 августа 1904 — 25 октября 1927 года) — советский пограничник, совершил подвиг при защите советско-финской границы 21 октября 1927 года.

## Биография

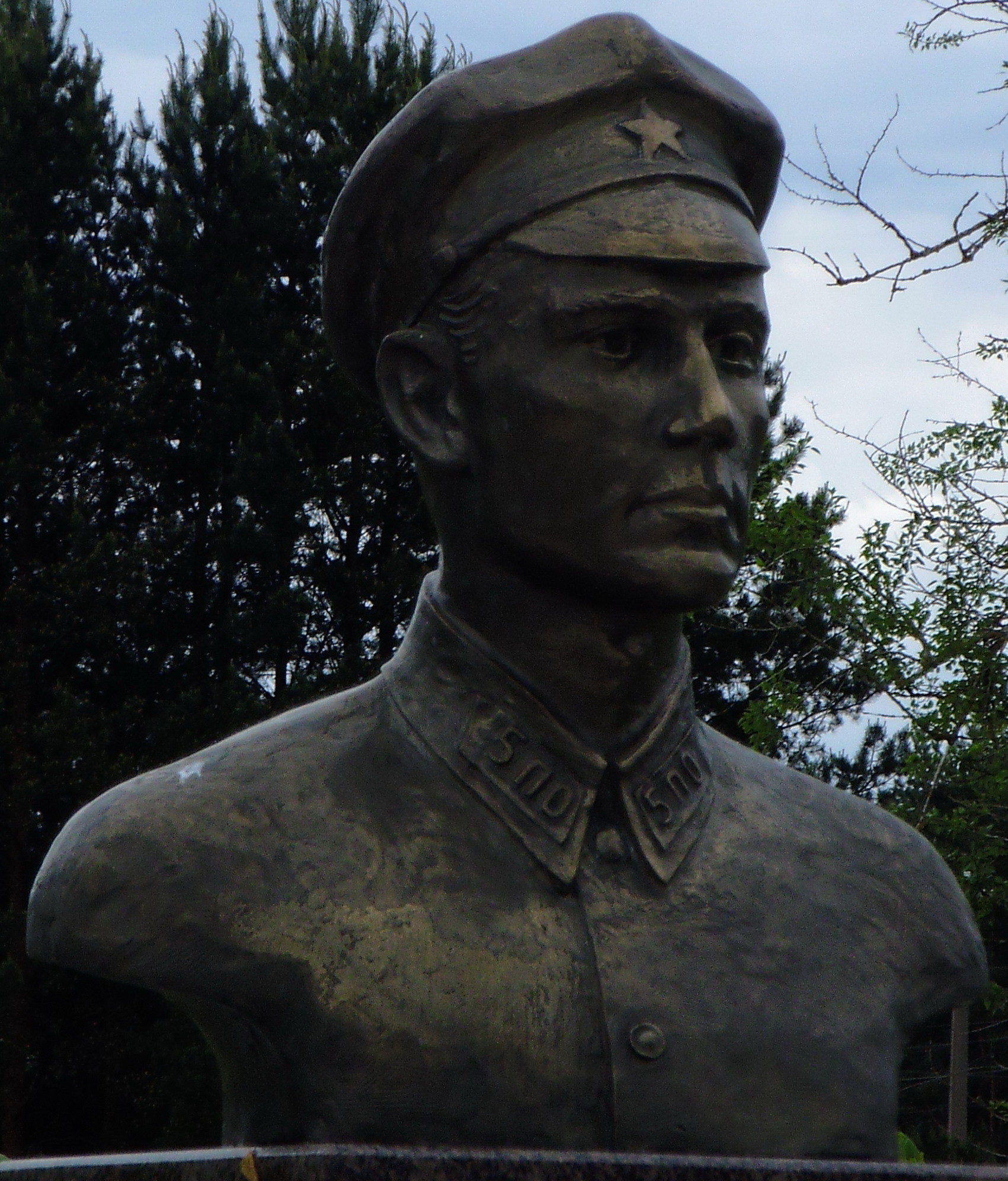
Бюст А. И. Коробицина в сквере Пограничников в Сестрорецке.

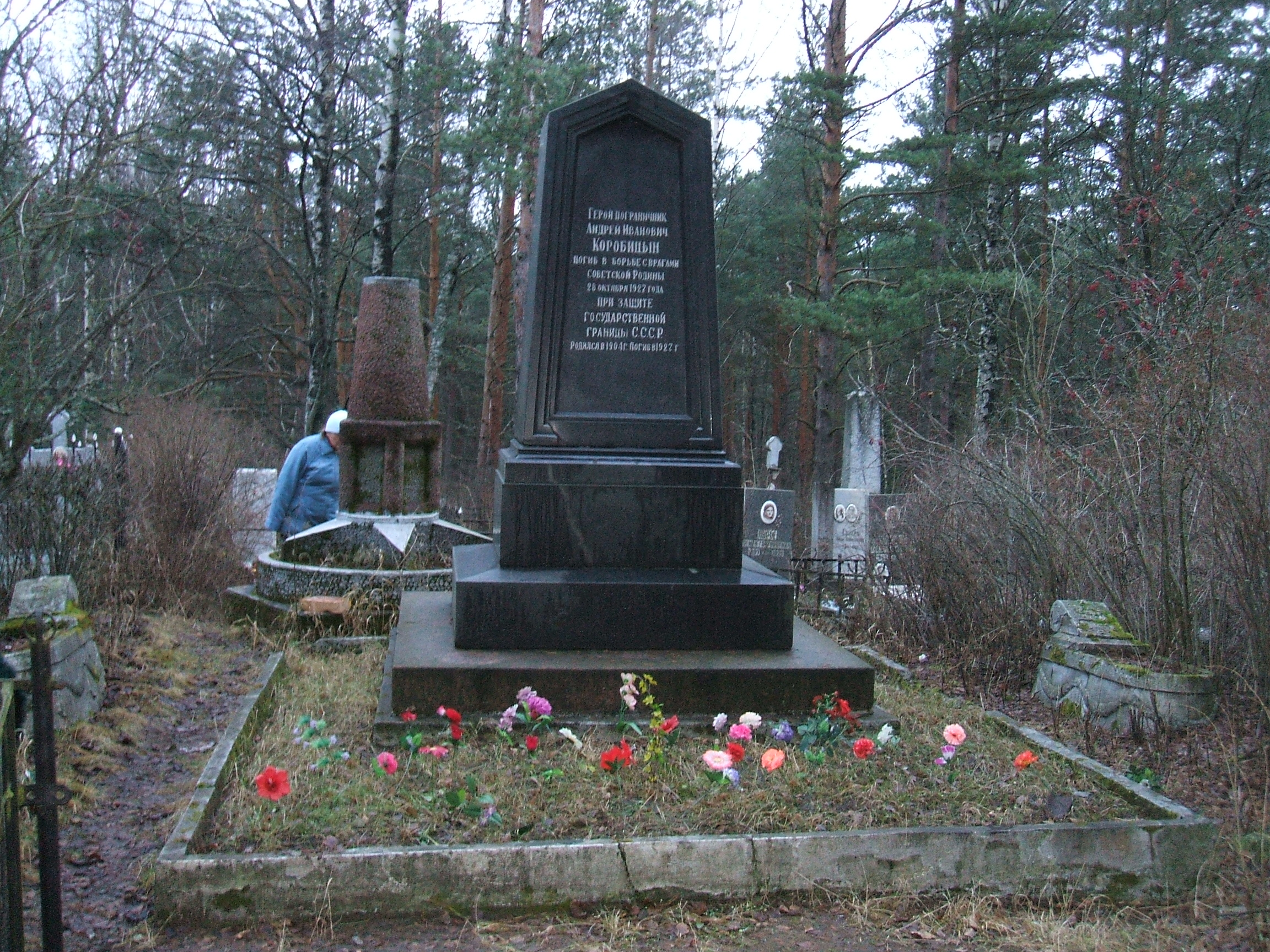
Могила Коробицина

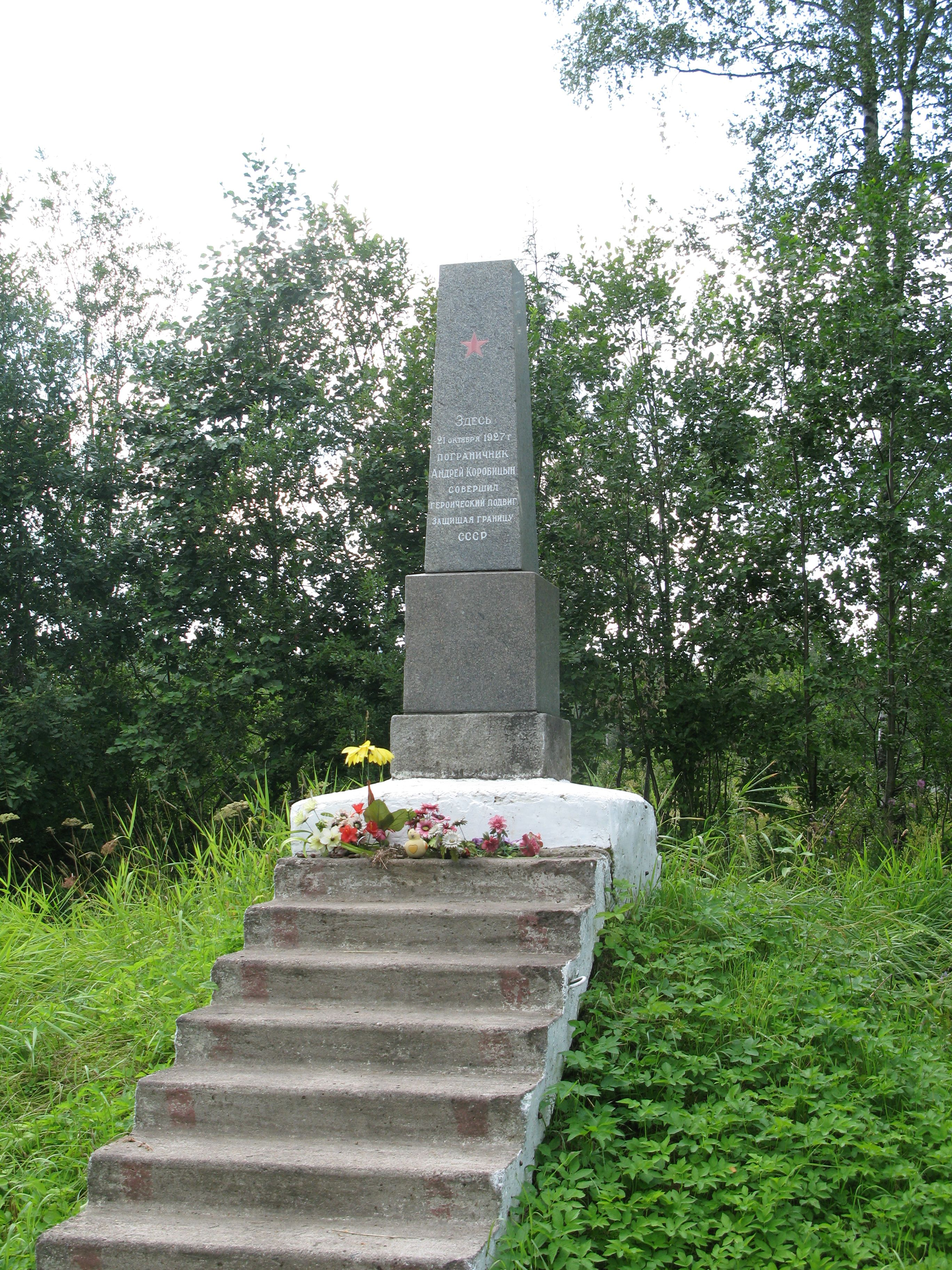
Мемориал у реки Вьюн

Родился в селе Куракино Тотемского уезда Вологодской губернии (ныне село Коробицыно Сямженского района Вологодской области) в семье крестьянина-бедняка. В пограничных войсках с 1926 года. Член ВЛКСМ с 1927 года. В феврале 1927 года был направлен на службу на 4-ю заставу 1-й комендатуры Сестрорецкого погранотряда.
21 октября, находясь в одиночном пограничном наряде, А. И. Коробицин наткнулся на четырёх вооружённых нарушителей границы (по официальной версии — диверсантов, готовивших террористический акт в Ленинграде) и вступил с ними в бой, в котором получил смертельное огнестрельное ранение. В том же бою был ранен один из нарушителей.

## Память
А. И. Коробицин был похоронен на почётном месте Сестрорецкого кладбища — горе Героев. На основании решения Исполкома Ленгорсовета от 3 мая 1976 года № 328 памятник ему на Сестрорецком кладбище является культурно-историческим наследием регионального уровня (культурно-историческое наследие Курортного района Санкт-Петербурга).
- Заставе, где он служил, в том же году было присвоено его имя.
- В 1937 году в честь Коробицина был переименован его родной посёлок Куракино в Сямженском районе Вологодской области.
- В 1948 году переименован посёлок Пяйвиля в Выборгском районе Ленинградской области.
- 20 октября 1957 года на месте его гибели, на границе бывшего Сосновского и Всеволжского районов Ленинградской области, был открыт памятник.
- В 1958 году Сестрорецкий инструментальный завод построил в Дюнах пионерский лагерь, которому было присвоено имя Андрея Коробицина[4].
- Пионерская организация 435 школы города Сестрорецка носила имя героя.
- В 1966 году памятник Коробицину был установлен в его родном селе.
- Его имя присвоено парому-ледоколу проекта 1731 «Андрей Коробицын».
- В 1965 году Граничную улицу в посёлке Александровская города Сестрорецка переименовали в улицу Коробицына[5].
- Имя А. И. Коробицына присвоено пограничной заставе в городе Светогорске Ленинградской области Выборгской пограничной службы ФСБ РФ. В годовщину его гибели на заставе проходят торжественно-траурные мероприятия с участием делегации города Сестрорецка[6].
- В Ленинградской области существует садоводческое товарищество «Застава Коробицына».

## В художественной литературе
- М. Л. Слонимский. Повесть «Андрей Коробицын» (1936).